# Die Shackleton-Expedition: Kampf ums Überleben
Die Shackleton-Expedition: Kampf ums Überleben ist ein Dokumentarfilm aus dem Jahr 2023 von Bobbi Hansel und Caspar Mazzotti über die Endurance-Expedition, eine britische Antarktis-Forschungsreise von 1914 bis 1917, die von Ernest Shackleton geführt wurde.

## Handlung
“I ask myself, ‘Why on Earth one comes to these parts of the Earth?’”

„Ich frage mich: ‚Warum um alles in der Welt kommt man in diese Teile der Erde?‘“

Der Film begleitet den britisch-australischen Entdecker und Abenteurer Tim Jarvis, einen studierten Umweltwissenschaftler und mehrfachen Antarktisforscher, bei der Nachreise der Endurance-Expedition. Jarvis erzählt von seinen Antarktisreisen und vergleicht diese mit denen Shackletons. Tagebucheinträge von Reiseteilnehmern werden vorgelesen. Animationen der Reiseroute und der Antarktis vermitteln dem Zuschauer einen Eindruck der schieren Größe der Expedition und deren Hindernissen, z. B. über die Gefahren des Packeises im Meer, das bei seiner größten Ausdehnung die Fläche des antarktischen Kontinents nahezu verdoppelt, bei einer Dicke von 20 cm bis 4 m, je näher man nach Süden vorstößt. Einige Reiseabschnitte werden von Statisten nachgestellt.
Originalfotos und -filmaufnahmen vom Expeditionsfotografen Frank Hurley werden gezeigt.

„Shackleton besaß die Gabe, die Menschen um sich herum bei Laune zu halten. Wir liebten ihn. Die Männer hatten die Kälte gespürt, doch er weckte in ihnen eine Loyalität, die es unmöglich machte, deprimiert zu sein und so ertrugen sie die Strapazen, die mit der Erforschung der Antarktis verbunden waren, ohne Murren.“

„Es kam zu einer Art Winterwahnsinn: Die Männer hatten plötzlich den Wunsch, sich die Haare zu rasieren, was für eine Belustigung sorgte. Es dürfte kühl werden am Kopf, empfindlich sogar. In der Nacht habe ich das festsitzende Schiff fotografiert, über 20 Blitze waren dafür nötig, versteckt hinter den hervorstehenden Eisplatten, um das Schiff zu beleuchten.“

## Hintergrund
Protagonist Tim Jarvis hat bereits die 640 km lange australasiatische Antarktisexpedition von 1911 bis 1914, geführt vom australischen Geologen Douglas Mawson, im Jahre 2007 nachgestellt, mit authentischer Kleidung, Proviant, Schlitten und ohne GPS, wobei er etwa 20 Kilogramm abnahm. Im Jahr 2013 stellte er mit fünf Teilnehmern die 16-tägige 800 Seemeilen lange Überfahrt der James Caird unter Kommando von Shackleton von Elephant Island nach Südgeorgien nach, die weithin als die gefährlichste Ozeanüberquerung gilt, die je unternommen wurde (in unzureichender Kleidung und Ausrüstung in einem kleinen Segelboot).

“Use this expedition narratives to tell a climate story. […] how we make meaningful progress on issues like climate change.”

„Diese Expeditionsgeschichten nutzen, um eine Klimageschichte zu erzählen. [...] wie wir bei Themen wie dem Klimawandel sinnvolle Fortschritte erreichen.“

Die Dokumentation wurde für das IMAX-Kinosystem produziert.

## Synchronisation
Die deutsche Fassung wurde von Splendid Synchron GmbH erstellt. Dialogbuch und Dialogregie von Carsten Arnold.
| Sprecher                 | Rolle                  |
| ------------------------ | ---------------------- |
| Jochen Langner           | Tim Jarvis / Kommentar |
| Robert Levin             | Shackleton             |
| Dominik Freiberger       | Frank Worsley          |
| Volker Niederfahrenhorst | Frank Hurley           |

## Kritik
- "Jarvis is an impressive narrator and works climate change into the narrative. It’s jaw-dropping when images of the region in Shackleton’s time are compared with those of today, showing a frightening loss of ice. Some documentaries, regardless of their subject matter, can be enjoyed by anyone. This isn’t one of those. To be fair, it’s made for the giant IMAX screen but when translated to the humbler small screen, it’s barely an above-average experience."[3] – FilmInk

- "Visual treat and a reminder of the great achievements in exploration that took place in the early 20th Century. 4 stars (out of 5)." – David Stratton in Weekend Australian